# Predești, Prahova
Predești este un sat în comuna Tinosu din județul Prahova, Muntenia, România.